# 3889 Menshikov
3889 Menshikov este un asteroid din centura principală, descoperit pe 6 septembrie 1972 de Liudmila Juravliova.